# Britt Woodman
Britt Woodman (* 4. Juni 1920 in Los Angeles; † 13. Oktober 2000 in Hawthorne (Kalifornien)) war ein US-amerikanischer Jazzposaunist.
Woodman ist in einer musikalischen Umgebung aufgewachsen: Sein Vater William O. Woodman war ebenfalls Jazzposaunist (Aufnahmen mit Sonny Clay und Teddy Buckner); Britt spielte zunächst bei den Woodman Brothers, einer Familiencombo. Nach einer ersten Jazz-Combo mit seinen Jugendfreunden Buddy Collette und Charles Mingus tourte er 1938 mit Phil Moore und 1939/40 mit Floyd Turnham, um dann bis 1942 bei Les White zu spielen. Nach dem Militärdienst arbeitete er 1946 bei Boyd Raeburn und 1946 bis 1947 bei Lionel Hampton. Nach seinem Studium 1948 bis 1950 auf dem Westlake College und Studiotätigkeiten war Woodman von 1951 bis 1960 im Orchestra von Duke Ellington tätig. Während der 1960er Jahre lebte er in New York City und arbeitete zunächst in Broadway-Orchestern, nahm aber auch mit John Coltrane/Eric Dolphy (Africa/Brass), Quincy Jones und Charles Mingus auf, arbeitete aber auch bei Toshiko Akiyoshi, u. a. in deren Big Band mit Lew Tabackin (Insights, 1976), um dann wieder nach Los Angeles zurückzugehen und ein eigenes Oktett zu leiten. Seit den 1980er-Jahren war er wieder in New York; er war Mitglied des Lincoln Center Jazz Orchestra, aber auch an der Aufnahme von Mingus Epitaph 1989 beteiligt.

## Diskografie (Auswahl)
- Miles Davis: Blue Moods (Debut/OJC, 1955)
- Duke Ellington: The Cosmic Scene: Duke Ellington’s Spacemen (1958)
- Charles Mingus: Mingus Mingus Mingus Mingus Mingus (Impulse! Records, 1963)